# 海軍參謀本部 (德意志帝國)
海軍參謀本部（德語：Admiralstab）是德意志帝國的一個海軍機關，存在於1899年至1919年間，與德國海軍的另外三大權力機關——「海軍總監」、「國家海軍辦公廳」和「海軍內閣」平起平坐，直屬於德國皇帝，最高負責人為「海軍參謀長」。第一次世界大戰爆發後，指揮層級劃分不良的問題開始浮現，海軍參謀部成了「國家海軍部」的實質下級單位，對作戰的規劃與執行上有負面的影響。因此在戰爭末期的1918年8月，德國海軍另創「海戰指揮部」，成為唯一指揮海上戰爭的機關，「海軍參謀本部」後來在1919年9月15日於新生的共和國政府領導人——聯邦大總統的命令下解散。

## 歷任海軍參謀長
| 任次 | 肖像                           | 海軍參謀長                         | 就职          | 离职           | 任职时间 |
| ---- | ------------------------------ | ---------------------------------- | ------------- | -------------- | -------- |
| 1    | 菲力克斯·馮·班德曼（德语：Felix von Bendemann）   | 菲力克斯·馮·班德曼 （1848–1915）   | 1899年3月14日 | 1899年12月31日 | 292天    |
| 2    | 奧托·馮·迪德里希               | 奧托·馮·迪德里希 （1843–1918）     | 1900年1月1日  | 1902年8月19日  | 2年230天 |
| 3    | 威廉·比克泽尔（德语：Wilhelm Büchsel）        | 威廉·比克泽尔 （1848–1920）        | 1902年8月20日 | 1908年1月28日  | 5年161天 |
| 4    | 弗里德里希·馮·包迪辛（德语：Friedrich Graf von Baudissin） | 弗里德里希·馮·包迪辛 （1852–1921） | 1908年1月29日 | 1909年9月5日   | 1年219天 |
| 5    | 馬克斯·馮·費雪爾（德语：Max von Fischel）     | 馬克斯·馮·費雪爾 （1850–1929）     | 1909年9月6日  | 1911年3月11日  | 1年186天 |
| 6    | 奧古斯特·馮·黑林根（德语：August von Heeringen）   | 奧古斯特·馮·黑林根 （1855–1927）   | 1911年3月12日 | 1913年3月31日  | 2年19天  |
| 7    | 胡戈·冯·波尔                   | 胡戈·冯·波尔 （1855–1916）         | 1913年4月1日  | 1915年2月1日   | 1年306天 |
| 8    | 古斯塔夫·巴克曼（德语：Gustav Bachmann）      | 古斯塔夫·巴克曼 （1860–1943）      | 1915年2月2日  | 1915年9月3日   | 213天    |
| 9    | 亨寧·馮·霍爾岑多夫             | 亨寧·馮·霍爾岑多夫 （1853–1919）   | 1915年9月4日  | 1918年8月10日  | 2年340天 |
| 10   | 萊因哈特·舍爾                  | 萊因哈特·舍爾 （1863–1928）        | 1918年8月11日 | 1918年11月14日 | 95天     |